# Meble Wójcik Elbląg
Klub Sportowy Meble Wójcik Elbląg – nieistniejący polski męski klub piłki ręcznej, działający w latach 1954–2022 w Elblągu. W latach 2006–2008 występował jako Techtrans-Darad Elbląg, w latach 2008–2012 uczestniczył w rozgrywkach jako Wójcik Meble-Techtrans Elbląg, w latach 2012–2022 rywalizuje pod obecną nazwą.

## Historia
W 1954 utworzono w Stali Elbląg sekcję piłki ręcznej, której pierwszym trenerem został Mieczysław Pleśniak. W późniejszym okresie klub nosił nazwy: Polonia, Fala i Olimpia. W latach 70. i 80. szczypiorniści z Elbląga występowali w rozgrywkach II ligi. W lutym 1994 powołano autonomiczną sekcję piłki ręcznej Polonia Elbląg. Jej sponsorami zostały następnie firmy Techtrans i Darad. W 2004 klub wywalczył awans do I ligi. W sezonie 2004/2005 zajął w niej 8. miejsce.
W sezonie 2005/2006, pod nazwą Techtrans-Darad Elbląg, klub wygrał rozgrywki I ligi grupy A (18 zwycięstw, jeden remis, trzy porażki; dwa punkty przewagi nad drugą w tabeli Spartą Oborniki), awansując do Ekstraklasy. W najwyższej klasie rozgrywkowej elbląski zespół zadebiutował 2 września 2006, pokonując na wyjeździe Olimpię Piekary Śląskie (30:29). Rundę zasadniczą sezonu 2006/2007 klub zakończył na 10. pozycji w tabeli (wygrał sześć meczów i cztery zremisował), przystępując do spotkań o miejsca 9–12 – odniósł w nich trzy zwycięstwa, nie zmieniając swojej pozycji w klasyfikacji końcowej. W rundzie zasadniczej sezonu 2007/2008 zespół wygrał pięć z 22 meczów i do spotkań o miejsca 9–12 przystąpił z ostatniej pozycji. W decydującej o utrzymaniu rywalizacji odniósł dwa zwycięstwa (z Olimpią Piekary Śląskie (36:24) w marcu 2008 i AZS-AWFiS Gdańsk (26:23) w kwietniu 2008) i zanotował cztery porażki, spadając tym samym do I ligi. Najlepszym strzelcem drużyny był Mariusz Gujski (143 gole).
W latach 2008–2012 klub występował pod nazwą Wójcik Meble-Techtrans Elbląg w I lidze. W sezonie 2011/2012, w którym wygrał sześć meczów, jeden zremisował, a 15 przegrał, zajął w niej 10. pozycję, oznaczającą spadek do II ligi. Rozszerzenie I ligi w sezonie 2012/2013 spowodowało, że elbląska drużyna zachowała miejsce w gronie pierwszoligowców. W 2012 zmieniono nazwę klubu na Meble Wójcik Elbląg, a celem drużyny stał się awans do najwyższej klasy rozgrywkowej w ciągu następnych czterech lat. W sezonie 2015/2016 elbląscy szczypiorniści wyszli na prowadzenie w tabeli I ligi w przedostatniej kolejce spotkań, dzięki zwycięstwu ze Spójnią Gdynia (30:22). W ostatnim meczu pokonali na wyjeździe MKS Grudziądz (29:23), zapewniając sobie awans do Superligi.
W rundzie zasadniczej sezonu 2016/2017 drużyna z Elbląga wygrała w Superlidze cztery z 26 meczów i z dorobkiem 10 punktów zajęła w grupie granatowej i tabeli zbiorczej ostatnie miejsce. Przystąpiła następnie do gry o Puchar Superligi – w grupie Suzuki odniosła dwa zwycięstwa (z KPR-em Legionowo (26:16) i Stalą Mielec (27:24) w kwietniu 2017) i zanotowała trzy porażki, zajmując 4. miejsce spośród pięciu drużyn. W sezonie 2016/2017 najlepszym strzelcem zespołu był Bartosz Janiszewski, który zdobył 119 bramek, natomiast nominację do tytułu najlepszego obrońcy rozgrywek uzyskał zawodnik elbląskiej drużyny Daniel Żółtak.
W sezonie 2017/2018 elbląska drużyna wygrała siedem meczów, a 23 przegrała. Z dorobkiem 26 punktów zajęła 6. miejsce w grupie granatowej i 14. w tabeli zbiorczej, wyprzedzając KPR Legionowo i Spójnię Gdynia. W ostatnim spotkaniu sezonu, rozegranym 15 kwietnia 2018 w Głogowie, Meble przegrały z Chrobrym (29:36). Najlepszym strzelcem zespołu w całym sezonie był Jakub Moryń, który rzucił 150 goli, a ponadto został nominowany do nagród dla odkrycia i najlepszego środkowego rozgrywającego Superligi. Po zakończeniu rozgrywek klub nie przystąpił do procesu licencyjnego w sprawie gry w Superlidze w kolejnym sezonie, bowiem nie posiadał wystarczającego zabezpieczenia finansowego. W pierwszej połowie czerwca 2018 ogłoszono, że drużyna przestanie istnieć, jednak jeszcze w tym samym miesiącu zgłoszono ją do rywalizacji w I lidze w sezonie 2018/2019. Na stanowisku trenera Jacka Będzikowskiego zastąpił Grzegorz Czapla, a do zespołu dołączył m.in. doświadczony obrotowy Marek Boneczko.

## Osiągnięcia
- Ekstraklasa:
  - 10. miejsce: 2006/2007
- I liga:
  - 1. miejsce: 2005/2006, 2015/2016

## Kadra w sezonie 2018/2019
Opracowano na podstawie materiału źródłowego.
| Bramkarze - 1. Jakub Dąbrowski - 18. Dominik Jaworski - 20. Piotr Budzich - 33. Sebastian Ram Rozgrywający - 5. Bartłomiej Ławrynowicz - 9. Rafał Stępień - 10. Kamil Karczewski - 11. Filip Ostałowski - 15. Adam Załuski - 17. Bartosz Krawiec - 25. Łukasz Rudnicki - 30. Michał Cierzan | Skrzydłowi - 13. Adam Nowakowski - 16. Kacper Sparzak - 23. Bartłomiej Lachowicz Obrotowi - 8. Marek Boneczko |